# Юлбарсово
Юлба́рсово (рос. Юлбарсово, башк. Юлбарыҫ) — присілок у складі Хайбуллінського району Башкортостану, Росія. Входить до складу Самарської сільської ради.
Населення — 326 осіб (2010; 361 в 2002).
Національний склад:
- башкири — 100%